# Azuragrion vansomereni
Azuragrion vansomereni е вид водно конче от семейство Coenagrionidae. Видът не е застрашен от изчезване.

## Разпространение
Разпространен е в Гамбия, Гана, Гвинея-Бисау, Етиопия, Камерун, Кот д'Ивоар, Мали, Нигер, Нигерия, Сенегал, Того и Уганда.
Регионално е изчезнал в Саудитска Арабия.